# RBM7
RBM7‏ (RNA binding motif protein 7) هوَ بروتين يُشَفر بواسطة جين RBM7 في الإنسان.